# Saltoposuchus connectens
Saltoposuchus connectens è un rettile arcosauro estinto, appartenente ai crocodilomorfi. Visse nel Triassico superiore (Norico, circa 215 milioni di anni fa). I suoi resti sono stati ritrovati in Europa e in Nordamerica. Il suo nome significa Coccodrillo dal piede saltante ed è considerato come possibile progenitore degli odierni coccodrilli.

## Descrizione
Questo animale era lungo circa un metro e venti, e possedeva un corpo leggero e snello. Le zampe posteriori erano eccezionalmente allungate, mentre quelle anteriori erano più corte e gracili. La coda era molto lunga e l'intero corpo era percorso da una doppia fila di scudi ossei lungo il dorso. Il cranio sottile terminava in un muso triangolare e appuntito, e possedeva numerosi piccoli denti aguzzi. In generale, l'aspetto del saltoposuco doveva essere molto simile a quello di un piccolo dinosauro teropode, come Compsognathus.

## Classificazione
Descritto da Friedrich von Huene nel 1921, questo animale è stato considerato un tipico rappresentante dei tecodonti, un gruppo di arcosauri primitivi attualmente considerato privo di validità tassonomica. Saltoposuchus, in particolare, fu ritenuto un possibile antenato dei dinosauri. Attualmente questo animale è considerato un rappresentante degli sfenosuchi (Sphenosuchia), il gruppo più primitivo di crocodilomorfi. Un cranio di saltoposuco fu attribuito per molti anni al dinosauro teropode Procompsognathus, mentre è stato proposto (Clark et al., 2000) che un altro sfenosuco rinvenuto nel 1984 (Terrestrisuchus) possa essere in realtà un esemplare di Saltoposuchus.

## Stile di vita
Agile e leggero, il saltoposuco era probabilmente un piccolo cacciatore, come denotato anche dalla forma del cranio e dai denti aguzzi. Le zampe posteriori molto lunghe indicano che probabilmente questo animale era in grado di correre velocemente in postura bipede, ma è probabile che spesso si appoggiasse sugli arti anteriori.